# Sandboxie
Sandboxie是一個沙盒计算机程序，原先由Ronen Tzur開發，后被Invincea收购。Sandboxie可以在32位元及64位元的、基於Windows NT的系統上執行（如Windows XP、Windows 7等）。它創造了一個類似沙盒的獨立作業環境，在其內部運行的程式並不能對硬碟產生永久性的影響。其為一個獨立的虛擬環境，可用以測試不受信任的應用程式或上網行為。

## 歷史
- 5.40版，在GPL-3.0协议下开源源代码[9]。
- 5.28版，支援Windows 10 build 1809，並修復了一些bug，於2019年2月15日釋出[10]
- 5.22版，支援Windows 10 Creator's Fall Update，於2017年10月30日釋出[11]。
- 5.18版，支援Windows Creators Update，於2017年4月13日釋出[12]。
- 5.04版，從第五版開始支援Windows 10，於2015年9月22日釋出[13]。
- 4.06版，此版開始支援Windows 8.1，於2013年10月16日釋出[14]。
- 4.04版，此版為4.02版的錯誤修復版，於2013年7月8日釋出[15]。
- 4.02版，此版本提供了對32位元及64位元版本Windows的完整保護，並移除了對Windows 2000及Windows XP SP3之前版本的支援[16]。
- 3.76版，是一個3.74版的維護版本，修正了一些安全問題[17]。
- 3.74版，與Windows 8相容的第一個版本[18]。
- 3.54版，與64位元的Windows 7 SP1相容[19]。
- 3.50版，增加了額外的相容性設定、錯誤修正以及圖形使用者介面改進[20]。
- 3.48版，使用了一個新的啟用Sandboxie過程，以打擊對Sandboxie的非法使用。一個產品金鑰取代了先前的啟動碼，並且Sandboxie從此版本起必須每180天線上或離線啟用金鑰。否則就會進入有限制的未註冊模式[21]。
- 3.46版，改進對64位元Windows 7的支援[22]。
- 3.42版，改進對Windows 7的相容性，加入新的設定選項，以及改進對其他第三方軟體的相容性[23]。
- 3.40版，加入對Windows 7的完整支援[24]。
- 3.38版，加入對組建版號7100的Windows 7的額外支援[25]。
- 3.36版，加入對32位元、組建版號7000的Windows 7的部份支援[26]。
- 2.64版
- 1.0版，首個對公眾釋出的版本[27]。

## 對64位元Windows的相容性
4.02版以後的版本，Sandboxie已有對64位元Windows的完整支援。

## 授权条款
Sandboxie原是在它的终端使用者许可协定下释出的。某些功能，像是同时运行多个沙盒在免费的未注册版本中是被封鎖的。试用30天后，使用免费的未注册版本的用户会在沙盒内执行程序时遇到彈出式的購買廣告。
2019年9月11日，Sandboxie转型成免费软件，并于2020年3月25日以GPL V3许可协议开放源代码，正式成为开源软件。

## 評論
Sandboxie被選為2010年，Brothersoft編輯的推薦軟體。
Gizmo的免費軟體把Sandboxie評為九顆星（滿分為十顆星），並且包含在其編輯的「最佳瀏覽器保護工具」列表中。
軟體天堂將Sandboxie評為八分（滿分為十分），Elena Santos並在她的評論中寫到：「Sandboxie是一個容易上手的工具，用來測試不受信任的軟體而不必將你的系統置於危險之中。」

## 外部連結
- 官方网站（英文）
- GitHub上的Sandboxie頁面